# Orlando Miracle 1999
La stagione 1999 delle Orlando Miracle fu la 1ª nella WNBA per la franchigia.
Le Orlando Miracle arrivarono quarte nella Eastern Conference con un record di 15-17, non qualificandosi per i play-off.

## Roster
| N° | Naz.                   | Ruolo | Sportivo          | Anno | Alt. | Peso |
| -- | ---------------------- | ----- | ----------------- | ---- | ---- | ---- |
| 3  | Regno Unito (bandiera) | A     | Andrea Congreaves | 1970 | 188  | 83   |
| 5  | Stati Uniti (bandiera) | G     | Kisha Ford        | 1975 | 178  | 69   |
| 7  | Stati Uniti (bandiera) | G     | Tora Suber        | 1974 | 170  | 62   |
| 10 | Stati Uniti (bandiera) | A     | Carla McGhee      | 1968 | 188  | 78   |
| 11 | Stati Uniti (bandiera) | C     | Taj McWilliams    | 1970 | 191  | 83   |
| 14 | Stati Uniti (bandiera) | G     | Shannon Johnson   | 1974 | 170  | 67   |
| 24 | Stati Uniti (bandiera) | A     | Tari Phillips     | 1969 | 191  | 91   |
| 31 | Stati Uniti (bandiera) | G     | Adrienne Johnson  | 1974 | 178  | 68   |
| 33 | Stati Uniti (bandiera) | A     | Yolanda Moore     | 1974 | 183  | 79   |
| 42 | Stati Uniti (bandiera) | G     | Nykesha Sales     | 1976 | 183  | 73   |
| 50 | Stati Uniti (bandiera) | G     | Elaine Powell     | 1975 | 175  | 73   |
| 55 | Stati Uniti (bandiera) | G     | Sheri Sam         | 1974 | 185  | 73   |

## Staff tecnico
- Allenatore: Carolyn Peck
- Vice-allenatori: Rick Stukes, Charlene Thomas-Swinson